# 55 Wall Street
55 Wall Street is een voormalig bankgebouw uit 1841 aan Wall Street in het New Yorkse stadsdeel Manhattan. Het werd gebouwd naar een ontwerp van de architect Isaiah Rogers uit Boston. 
Na de herbouw in 1998 was het gebouw in gebruik als hotel (The Regent Wall Street Hotel). In het gebouw zijn sinds 2003 appartementen gevestigd. 
Sinds 1978 is het een National Historic Landmark.